# فرشته جنابی
فرشته جنابی (۱۳۲۷ – ۴ خرداد ۱۳۷۷) هنرپیشه ایرانی بود.

## زندگی هنری

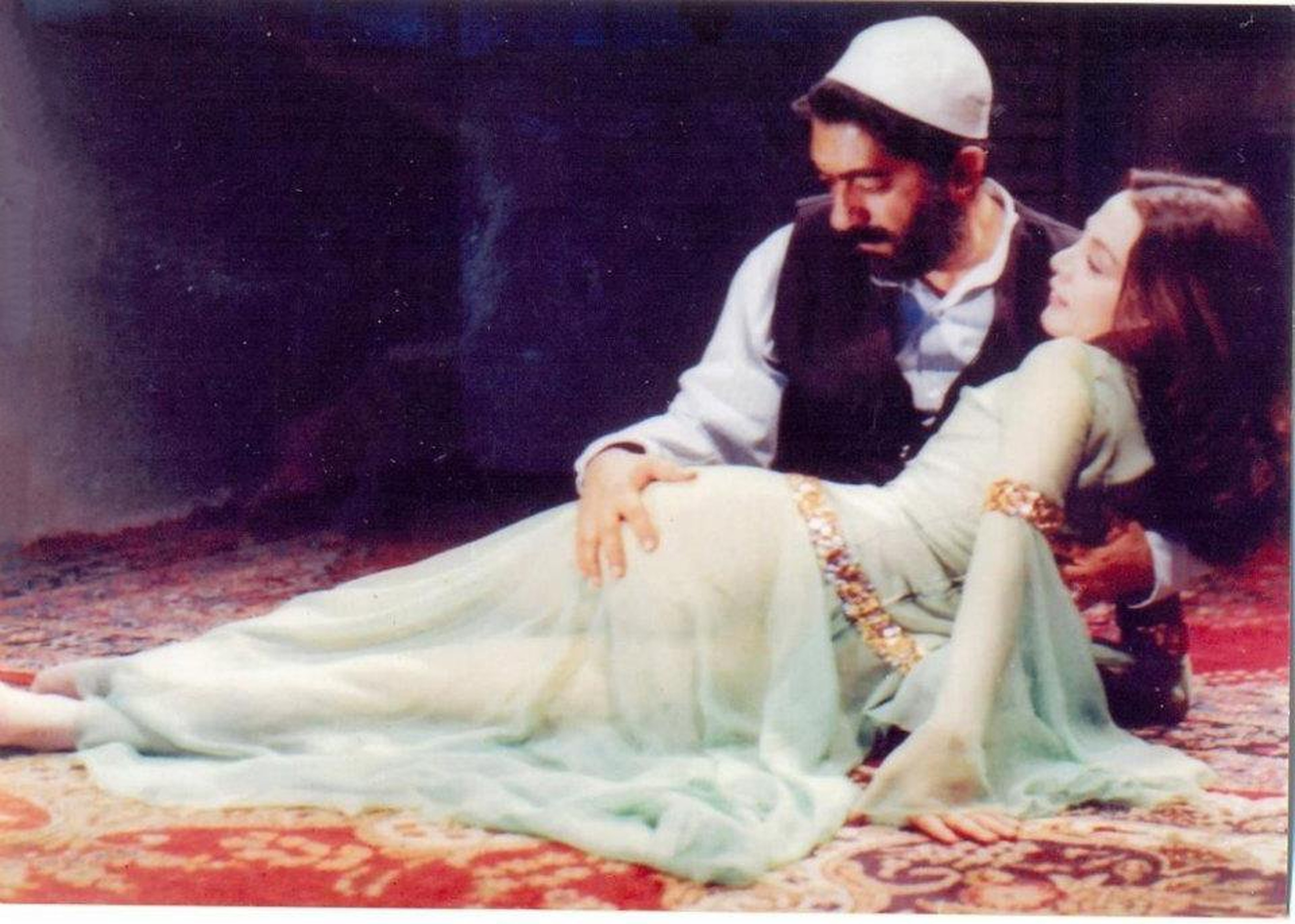
قیامت عشق

او با فیلم زن یکشبه پا به سینمای ایران گذاشت. وی مورد توجه فیلمسازان قرار گرفت و در مدت کوتاهی در فیلم‌های زیادی ایفای نقش کرد. او در فیلم قیامت عشق همبازی عزت‌الله انتظامی بود.
فرشته جنابی بازیگر زیبا و بی پروای سینمای ایران بود که بعد از انقلاب، از گردونه بازیگری سینما کنار گذاشته شد.
او در فیلم‌هایی چون مهدی مشکی و شلوارک داغ، گذر اکبر، کیفر، قیامت عشق، این گروه محکومین، زن یکشبه، طوطی، شیر تو شیر، برهنه تا ظهر با سرعت و با عشق مردن بازی کرد. او همچنین بازیگر مجموعه تلویزیونی شراب خام ساخته مرتضی علوی بود که به‌دلیل هم‌زمانی با انقلاب اسلامی در ایران هیچ‌وقت نمایش داده نشد.
گفته می‌شود دادگاه ویژه‌ای که به امور مربوط به هنرمندان رسیدگی می‌کرد، به دلیل فیلم «برهنه تا ظهر با سرعت»، به‌طور پنهانی برای وی حکم اعدام صادر کرد. این حکم اجرا نشد، چون وی پنهان شده بود.

### درگذشت
وی در ۴ خرداد ۱۳۷۷ در سن پنجاه سالگی و در انزوا به دلیل سکته قلبی در تهران درگذشت.

## فیلم‌شناسی

### سینمایی
او در دوران فعالیت حرفه‌ای خود یک فیلم کوتاه و ده فیلم بلند به یادگار گذاشت.
| فیلم‌ها                  | سال تولید | نقش    | کارگردان      |
| ----------------------- | --------- | ------ | ------------- |
| روزهای مات (فیلم کوتاه) | ۱۳۴۹      |        | خسرو یحیائی   |
| زن یکشبه                | ۱۳۵۰      | سارا   | محمود کوشان   |
| مهدی مشکی و شلوارک داغ  | ۱۳۵۱      | ملیحه  | نظام فاطمی    |
| گذر اکبر                | ۱۳۵۱      | مریم   | محمدعلی زرندی |
| شیر تو شیر              | ۱۳۵۱      | میترا  | منصور پورمند  |
| کیفر                    | ۱۳۵۲      | ملوک   | عبدالله غیابی |
| قیامت عشق               | ۱۳۵۲      | گلرخ   | هوشنگ حسامی   |
| برهنه تا ظهر با سرعت    | ۱۳۵۵      | فرزانه | خسرو هریتاش   |
| طوطی                    | ۱۳۵۶      | طوطی   | زکریا هاشمی   |
| این گروه محکومین        | ۱۳۵۶      | زینب   | هادی صابر     |
| با عشق مردن             | ۱۳۵۷      |        | اکبر صادقی    |

## نگارخانه

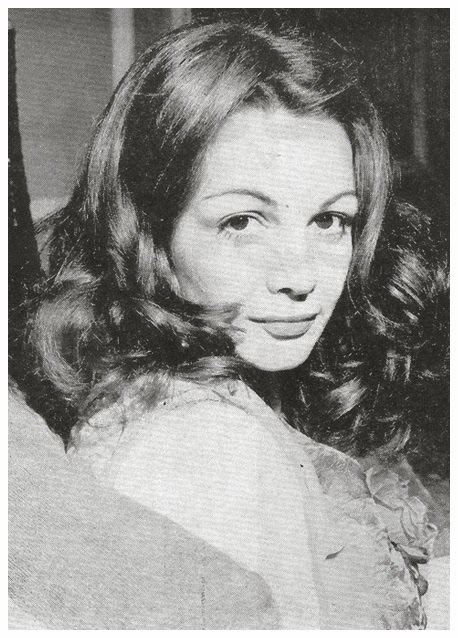
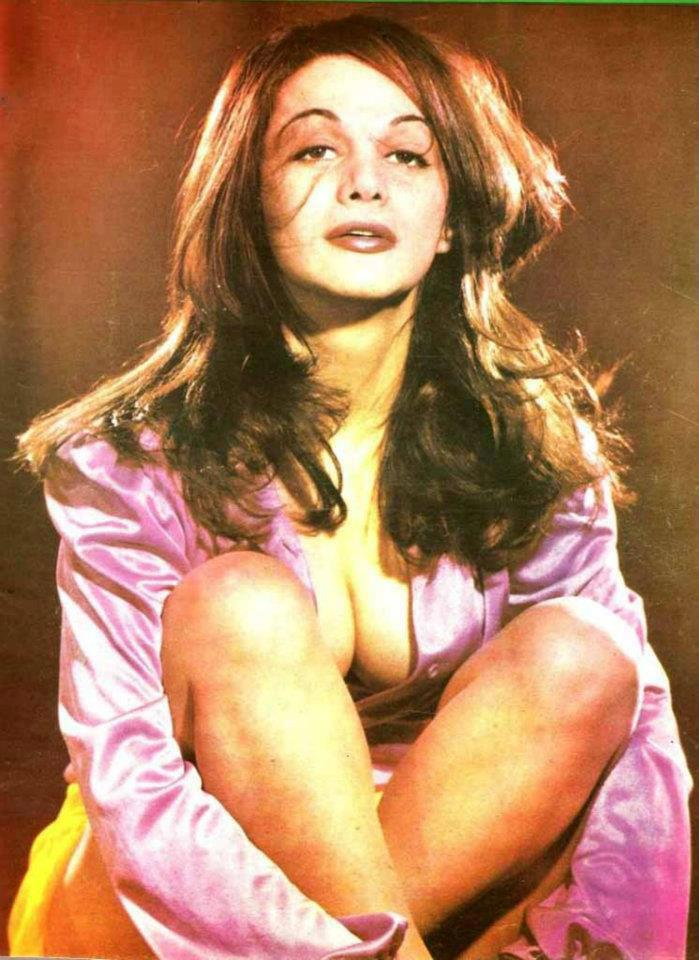
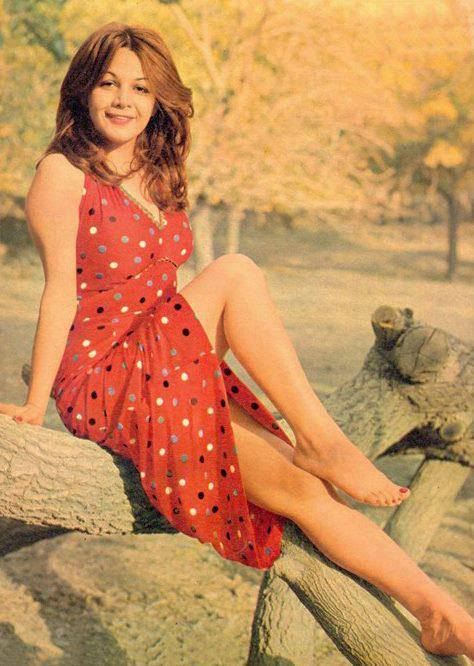
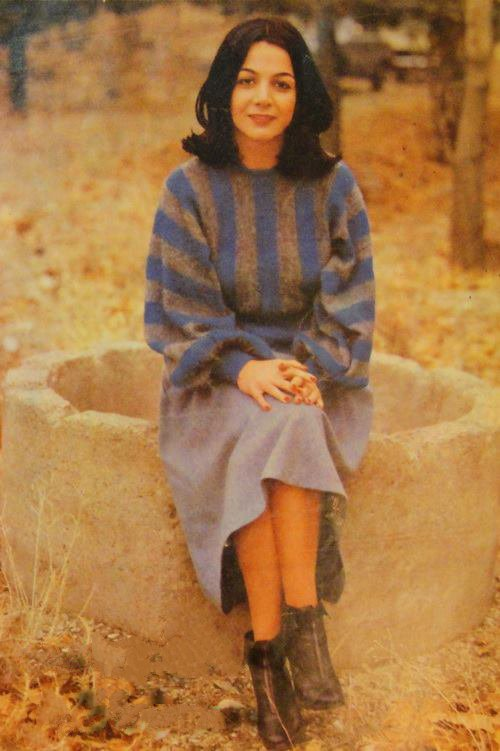
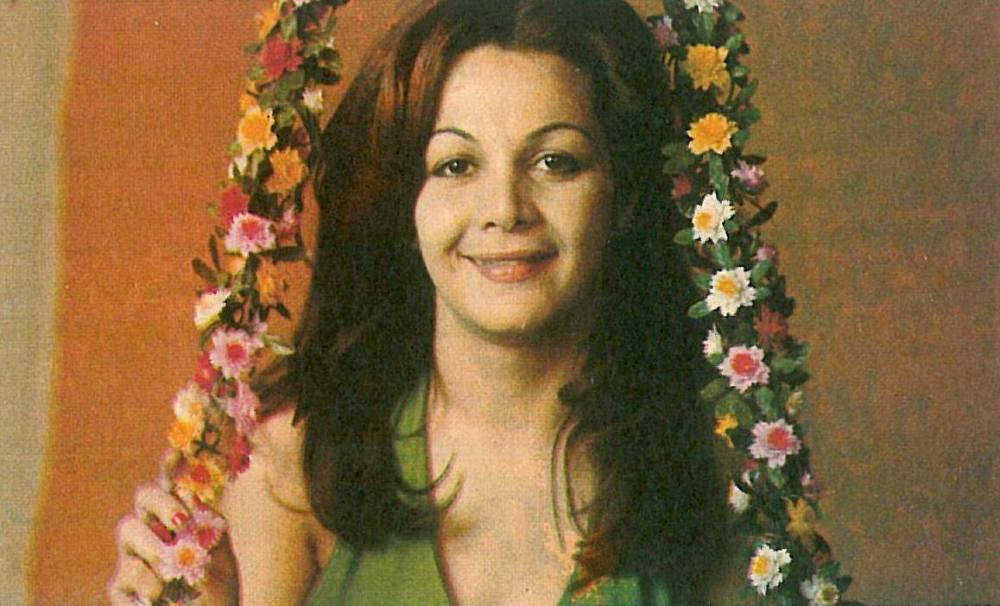
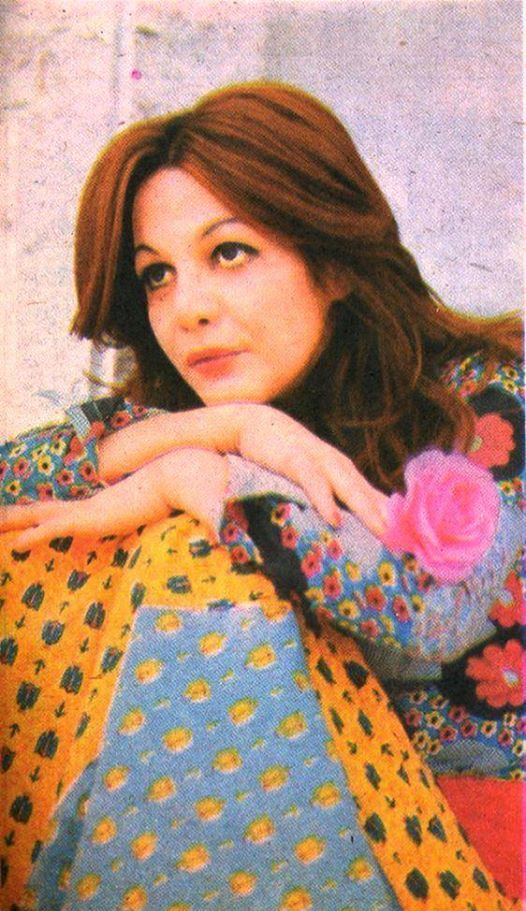
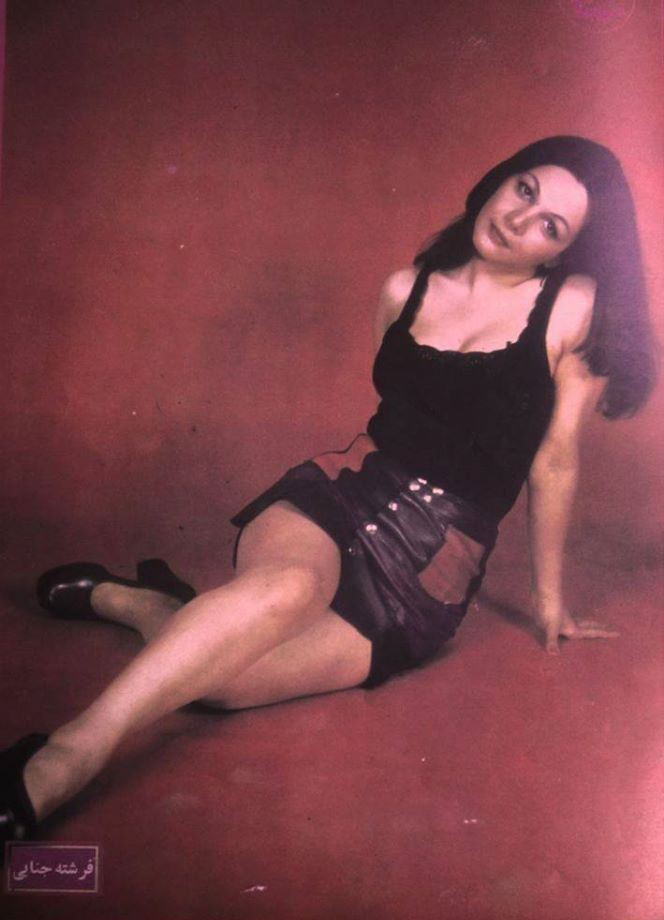